# 湄公河螺𩷶
湄公河螺𩷶，為輻鰭魚綱鯰形目𩷶鯰科的其中一種，為熱帶淡水魚，分布於亞洲湄公河、湄南河及蘇門答臘及淡水流域，體長可達70公分，棲息在河川底層水域，以軟體動物為食，會進行季節性洄游，生活習性不明，可做為食用魚。